# Webmarketing
Ne doit pas être confondu avec marketing électronique.
 (mai 2012).
- Si vous ne connaissez pas le sujet, laissez ce bandeau (vous pouvez alors contacter les auteurs).
- Si vous supprimez le contenu mis en cause (vous pouvez préalablement contacter les auteurs),

argumentez précisément cette suppression dans la page de discussion
(un manque de référence n'est pas un argument ; une recherche réelle de référence doit avoir été effectuée, être formellement documentée).
 (décembre 2009).
Si vous disposez d'ouvrages ou d'articles de référence ou si vous connaissez des sites web de qualité traitant du thème abordé ici, merci de compléter l'article en donnant les références utiles à sa vérifiabilité et en les liant à la section « Notes et références ».
Le webmarketing (ou netmarketing ou cybermarketing - termes obsolètes) est une sous-catégorie du marketing digital qui se concentre spécifiquement sur les activités de marketing en ligne. Le marketing digital, quant à lui, englobe toutes les formes de marketing numérique, qu'elles soient en ligne ou hors ligne, et utilise une gamme de canaux et de technologies pour atteindre les consommateurs. Le webmarketing a pour objectif d'améliorer la visibilité et le trafic d'un site Web en utilisant Internet comme principal canal de prospection. Il vise également à établir et à entretenir des relations durables avec les utilisateurs ou les clients d'un site web, y compris via les médias sociaux gérés par le site. Le webmarketing est ainsi une composante essentielle du marketing digital, centrée sur les stratégies en ligne pour atteindre les objectifs marketing.

## Définition
C'est la combinaison des techniques de marketing, de statistiques, de vente et de communication avec les technologies informatiques et de télécommunications orientés réseaux et bases de données puis de l'infographie appliquée au multimédia. Cette combinaison doit permettre de créer des interfaces utiles, ergonomiques, conviviales et sécurisées pour un utilisateur de services Internet, Intranet ou Extranet. La synergie de ces techniques doit répondre à deux principaux objectifs : la conquête et la fidélisation de l'utilisateur. Le résultat attendu est la rentabilisation du service de données et de communication.
Le média web par opposition au media classique (TV, presse et radio) a un avantage certain : tout est quantifiable puisque chaque action ordonnée sur un serveur est de fait enregistrée par celui-ci. L'intérêt du "webmarketing" est justement d'être capable d'analyser les comportements des internautes afin d'en tirer des règles marketing et ainsi cibler son audience.

## Champs d'applications
Transformer les internautes en clients et rentabiliser un site web.
Dans ce cas, un client peut être un internaute qui achète sur un site marchand ou bien un lead (prospect) qui laisse ses coordonnées sur le site de la société.
Ce peut être également un visiteur actif qui permet à un site non marchand de se financer par de l'e-pub ou une des différentes formes de partenariats.
Dans le cas d'un intranet, le client est le partenaire interne (employés) ou externe (prestataires) à la société. Il doit pouvoir puiser dans le service les informations, les outils de travail et de communication indispensables pour accroître sa productivité et, par cela même, celle de la société propriétaire du service.

## Planification
Il est possible de classer les actions de webmarketing en 6 catégories.

### 1. Auditer
- Étudier le positionnement d'un nouveau site web ou auditer un site existant (analyse SEO)
- Analyser l'évolution de la demande: définir des cibles, et comprendre les besoins des clients (nommé avatar).
- Analyser la concurrence
- Établir une stratégie de positionnement, de conquête, et de fidélisation
- Identifier et évaluer les solutions et les prestataires spécialisés pour mettre en œuvre un site (bases de données, paiements sécurisés, ergonomie, multimédia, etc.)
- Étudier les différentes formes d'accès au site et les offres d'hébergements

### 2. Planifier les actions
- Déployer le site (versions desktop et mobile / responsive)
- Promouvoir le site offline et online
- Prospecter de nouveaux clients.
- Acquérir des visiteurs et des utilisateurs
- Fidéliser la clientèle existante
- Mesurer les performances (KPI)

### 3. Exécuter le plan d'action
- Coordonner les partenaires pour la création, la promotion, la maintenance du site, et la mesure des performances
- Mettre en place des techniques de promotion efficaces (référencement, partenariat, sponsoring, affiliation, e-pub, publipostage, e-busmailing…)
- Intégrer des outils de mesure de la performance (web analytics)

### 4. Contrôler l'exécution
- Réaliser le recettage fonctionnel du site web
- Vérifier l'efficacité des systèmes de mesure de la performance
- Surveiller la qualité de l'exécution des publicitaires en ligne

### 5. Mesurer les résultats
- Analyser les performances globales du site avec un outil d'analyse d'audience d'un site Web (ex : web analytics / looker studio)
- Évaluer les performances de chaque campagne de promotion à l'aide des outils de la plate-forme utilisée

### 6. Optimiser le dispositif
- Améliorer le taux de conversion du site via des tests A/B, des tests multivariés, le reciblage web et par e-mail
- Optimiser les systèmes de paiement sécurisés en ligne et de facturation
- Ajuster les prix en fonction de la concurrence
- Adapter les produits en réponse à la demande
- Mettre en place des programmes de fidélisation, y compris l'emailing et la publicité ciblée